# Robert A. Holton
Robert A. Holton (* 26. Januar 1944 in Fayetteville, North Carolina; † 21. Mai 2025 in Tallahassee, Florida) war ein US-amerikanischer Chemiker und arbeitete an der Totalsynthese von Taxol. Er war Professor für Chemie an der Florida State University.
Er studierte Chemie an der University of North Carolina und schloss mit dem BSc 1965 ab und wurde 1971 an der Florida State University bei Martin A. Schwartz zum PhD promoviert. Danach folgte ein Postdoc-Aufenthalt von 1971 bis 1973 an der Stanford University. Von 1973 bis 1978 war er Assistant Professor an der Purdue University und in der Zeit 1978–1985 Associate Professor am Virginia Tech. Seit 1985 ist er Professor an der Florida State University.
Innerhalb seiner Forschungsgruppe wurden viele Arbeiten zur Synthese von Naturstoffen durchgeführt. Unter anderem Arbeiten zu Prostaglandin F2a, Naredin, Aphidicolin, Taxusin und Hemibrevitoxin B. Holton war Wissenschaftlicher Direktor und Mitbegründer der Taxol Inc. und Präsident und Gründer der MDS Research Foundation und der Syncure Inc.